# بخش خابو
بخش خابو (به سوئدی: Sjöbo kommun) یک ناحیه شهری در سوئد است که در شهرستان اسکونه واقع شده‌است.